# تقفع (طب)
التقفع (بالإنجليزية: Contracture)‏ هو قصر أو انكماش دائم في العضلات أو المفاصل. يؤدي إلى ثبات طرف من الأطراف الأربعة على وضعية معينة بصورة دائمة. وعادة ما يكون نتيجة لفرط التوتر والتشنج في منطقة مكتظة بالعضلات، مثل ما يمكن ملاحظته في عضلات الأشخاص المصابين بالشلل الدماغي التشنجي.
التقفع أساسا هو العضلات أو الأوتار التي ظلت مشدودة لفترة طويلة جدا، وبالتالي أصبحت أقصر. بمجرد حدوثها، وكما هو شائع لا يمكن أن تعود إلى ما كانت عليه أو تمتد (يجب أن تحرر بالجراحة العظمية). يركز معظم العلاج الطبيعي، والعلاج الوظيفي، وأنظمة التمارين الأخرى التي تستهدف الأشخاص المصابين بالتشنج على محاولة منع حدوث التقفع في المقام الأول. ومع ذلك، فقد أثبتت الأبحاث حول الجر المستمر للانسجة الضامة في مناهج مثل اليوغا التكيفية أنه يمكن تقليل التقفع، في نفس الوقت الذي يتم فيه التعامل مع التشنج.
ويمكن أيضا أن يكون التقفع بسبب تعاقب نقص التروية كما هو الحال في تقفع فولكمان.
يمكن أن يؤدي تراكم ميتالوبروتياز المادة الخلالية والأَرومَةُ اللِّيفِيَّةِ العَضَلِيَّة (بالإنجليزية: myofibroblast)‏ في هوامش الجرح إلى التقفع.